# Frydek (Frydek-Mistek)
Frydek (cz. Frýdek, niem. Friedek, Friedeck, łac. Fridecca) – dawne miasto, obecnie część miasta Frydek-Mistek w kraju morawsko-śląskim, w powiecie Frydek-Mistek w Czechach w granicach historycznego regionu Śląska Cieszyńskiego. Większość obszaru dawnego Frydka leży w granicach dwóch gmin katastralnych o nazwach Frýdek i Panské Nové Dvory o łącznej powierzchni ponad 1373 ha (Frýdek - 1063,3532 ha, Panské Nové Dvory -  309,6755 ha). Populacja w 2001 wynosiła 33326 osób, zaś w 2012 odnotowano 3008 adresów. 

## Historia
Frydek leży na prawym brzegu rzeki Ostrawicy, na której w grudniu 1261 uregulowana została granica pomiędzy śląską kasztelanią cieszyńską księstwa opolsko-raciborskiego a Morawami co potwierdzono w specjalnym dokumencie wystawionym przez nowego króla czeskiego Przemysła Ottokara II.
Zanim powstał Frydek w obrębie jego dzisiejszych granic leżała samodzielna osada Jamnica, opisana jako miasteczko Jemnicz oppidis w dyplomie lennym Kazimierza I cieszyńskiego potwierdzonym przez Jana Luksemburskiego 23 lutego 1327 w Bytomiu. Obok widniał również dodatkowy zapis cum municionibus świadczący o istniejącym obronnym grodzie i potwierdzający to, że osada ta musiała istnieć wcześniej. Być może zapis item in Janutha w dokumencie Liber fundationis episcopatus Vratislaviensis datowanym na ok. 1305 rok odnosił się do Jamnicy. Gród ten powstał najprawdopodobniej jeszcze zanim powstało księstwo cieszyńskie (1290) lub niewiele później, skoro w Liber fundationis... nie określono liczby łanów, z których miałoby pobierać dziesięcinę. Po powstaniu księstwa cieszyńskiego granica na Ostrawicy została po raz kolejny uregulowana w 1297. Przypuszczalnie już wówczas przewidywano jej przekształcenie się w miasto, jednak po 1327 nie została lokowana. Wstrzymanie jej rozwoju i nie przeniesienie na prawo niemieckie może być związane ze stagnacją osadniczą lub też z małą zamożnością jej mieszkańców. Przy takim obrocie sprawy możliwe jest, że następni książęta cieszyńscy scedowali założenie nowego miasta obcemu zasadźcy, zapewne Niemcowi.
Miasto Frydek zostało założone na gruntach Jamnicy, niejako na jej przedłużeniu, aczkolwiek nie w jej bezpośrednim sąsiedztwie. Proces lokacji na prawie niemieckim rozpoczął się pod koniec pierwszej połowy XIV wieku, na co wskazuje brak wzmianki o nim we wspomnianym dokumencie lennym z 1327 roku. Pierwsza wzmianka o nim pochodzi dopiero z 1386, a następna z 1416 roku, w międzyczasie Jamnica i tamtejszy gród i kościół (którego funkcję parafialną jeszcze w XIV wieku przejął kościół we Frydku) powoli zanikły. W czasie kiedy lokowano miasto powstał również nowy zamek ściśle związany z miastem i z połączonymi umocnieniami i obwałowaniami grodowym (inaczej niż w Jamnicy). Zadaniem zamku było strzeżenie przejścia na szlaku handlowym z Moraw do Cieszyna. Na zamku tym miał swą siedzibę również książęcy urzędnik, mający pobierać i gromadzić w tej części księstwa cieszyńskiego daniny od poddanych. Założona w XIV wieku parafia św. Jana Chrzciciela w połowie XV wieku liczyła 450 osób. W XV wieku Kazimierz II cieszyński postanowił rozbudować zamek by mógł pełnić również rolę siedziby książęcej. Z 1523 pochodzi wzmianka o miejscowym szpitalu (przysiółku dla ubogich) powstałym prawdopodobnie w XV wieku. W 1423 książę Bolesław nadał miastu szereg przywilejów. W 1434 księżna Ofka, żona Bolesława I, zastawiła Frydek wraz z okolicznymi wioskami Arnoštowi z Tworkowa. Po śmierci Ofki w 1447 nastąpił Frydek z okolicznymi wsiami otrzymał Bolko II, a po jego śmierci jako oprawę wdowią, jego żona księżna Anna. W następnych dekadach zastawnymi właścicielami klucza frydeckiego byli Mikołaj Kornic z Dębowca, Jan Burzej z Klvova, Janusz Labut z Křin i Jan Trnka z Raciborza. Pod koniec panowania Kazimierza II w zastaw zatrzymał te Jan z Pernsteinu, a w 1554 formalnie odzyskał je Wacław III Adam, który na jego terenie poszerzył wpływy luteranizmu, a z powodu nieustających kłopotów finansowych zastawiał dalej dobra frydeckie Jerzemu Czelo z Czechowic, Burianowi Barskiemu z Bastie i Janowi Puklerowi z Grodziska, z kolei w 1560 wydzielił z księstwa dla swego syna Fryderyka Kazimierza dział obejmujący początkowo Frydek, Frysztat i Skoczów z okolicznymi wsiami. Z powodu rosnących długów swego syna dobra frydeckie definitywnie sprzedał co w 1573 utworzyło frydeckie państwo stanowe. 14 lutego tego roku zakupili je za 36 000 złotych Jerzy i Maciej z Łagowa i Starej Wsi (von Logau i Altendorf) z dolnośląskiej rodziny szlacheckiej. Posiadali oni również położone po drugiej stronie Ostrawicy dobra misteckie. Na frydeckim zamku zasiadł Jerzy z Łagowa przebudowując go przy okazji w stylu renesansowym. 17 listopada 1581 Logauowie sprzedali zarówno dobra frydeckie jak i misteckie biskupowi ołomunieckiego Stanisławowi Pawłowskiemu. Z powodu protestów szlachty śląskiej w 1584 odsprzedał państwo frydeckie Bartłomiejowi Bruntalskiemu z Wierzbna (Vrbno), obaj przyczynili się do usunięcia ewangelickich pastorów i wpływów nowego wyznania we frydeckim państwie stanowym. W 1599 cieszyński książę Adam Wacław zamierzał ponowić staranie o odzyskanie Frydka. W 1636 odkupił je Jerzy hrabia von Oppersdorff, który frydecki zamek przebudował w stylu barokowym.
Za czasów frydeckiego państwa stanowego miasto rozwijało się jako jego ośrodek administracyjny. Już od czasów zastawu przez Jan z Pernsteinu zwiększało się znaczenie ludności częskojęzycznej obok niemieckiej. W 1580 swoje warsztaty prowadziło tu 63 sukienników (!), 16 szewców, 8 kowali, 7 rzeźników, 4 garncarzy, 24 mieszkańców posiadało większe gospodarstwa rolne w okolicy, np. 10 w Jamnicy, 41 posiadało zagrody na gruntach miejskich, w sumie mieszczanie mieli około 190 gospodarstw i zagród, co w zestawieniu z liczbą domostw miejskich (163) oznacza, że praktycznie każdy mieszczanin zajmował się rolnictwem. Znaczny rozwój nastąpił na przełomie XVIII i XIX wieku. Frydek stał się ośrodkiem przemysłu włókienniczego.
Według austriackiego spisu ludności z 1900 w 681 budynkach we Frydku na obszarze 1023 hektarów mieszkało 9037 osób, co dawało gęstość zaludnienia równą 883,4 os./km², z tego 8400 (93%) mieszkańców było katolikami, 308 (3,4%) ewangelikami a 326 (3,6%) żydami, 3 osoby były innego jeszcze wyznania, 4981 (55,1%) było czesko-, 3362 (37,2%) niemiecko- a 543 (6%) polskojęzycznymi. Do 1910 roku liczba budynków wzrosła do 734 a mieszkańców do 9879 osób, z czego 9199 (93,1%) było katolikami, 353 (3,6%) protestantami, 353 (3,6%) żydami, 5123 (51,9%) niemiecko-, 4033 (40,8%) czesko- a 574 (5,8%) polskojęzycznymi.
Po I wojnie światowej Polska nie wnosiła pretensji do Frydku i okolic jako terenów w większości zamieszkanych przez ludność czeską (nie zalicza się więc go do tzw. Zaolzia). W związku z tym w 1918 roku Frydek wraz z Mistkiem znalazł się w granicach Czechosłowacji. W latach międzywojennym silny był tutejszy ruch robotniczy zaznaczony trzykrotnymi strajkami generalnymi w latach 1930-1931. W marcu 1939 roku Niemcy zajęli Frydek wcielając miasto do Protektoratu Czech i Moraw.
1 stycznia 1943 roku połączono Frydek, Mistek i kilka okolicznych wsi w miasto Frydek-Mistek. W maju 1945 ciężkie walki o miasto pomiędzy wycofującą się armią niemiecką i oddziałami Armii Czerwonej (zakończone 4 maja wyparciem Niemców na Morawy). Po wojnie Frydek-Mistek włączono ponownie do Czechosłowacji.

## Zabytki

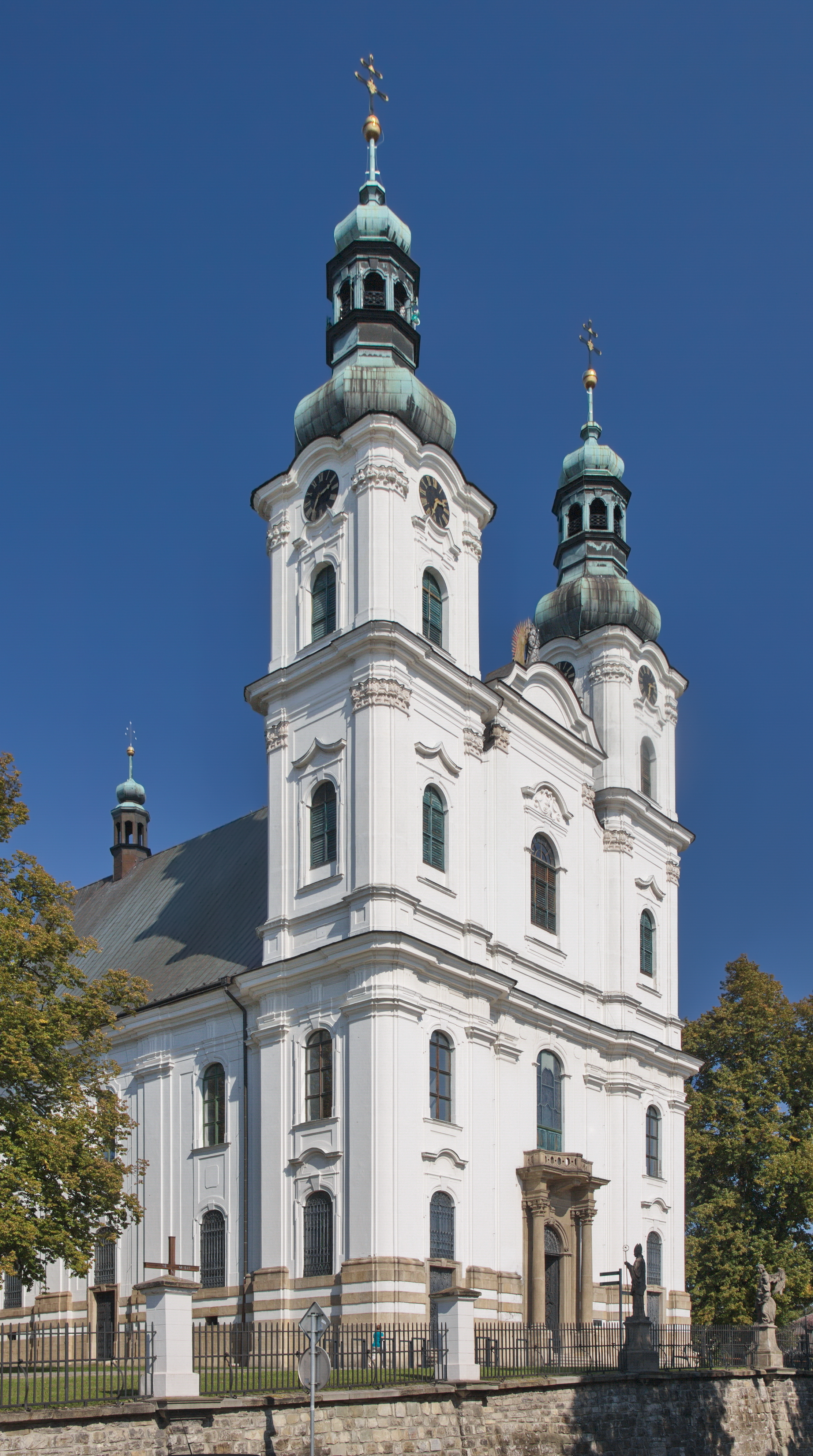
Bazylika Nawiedzenia Najświętszej Maryi Panny
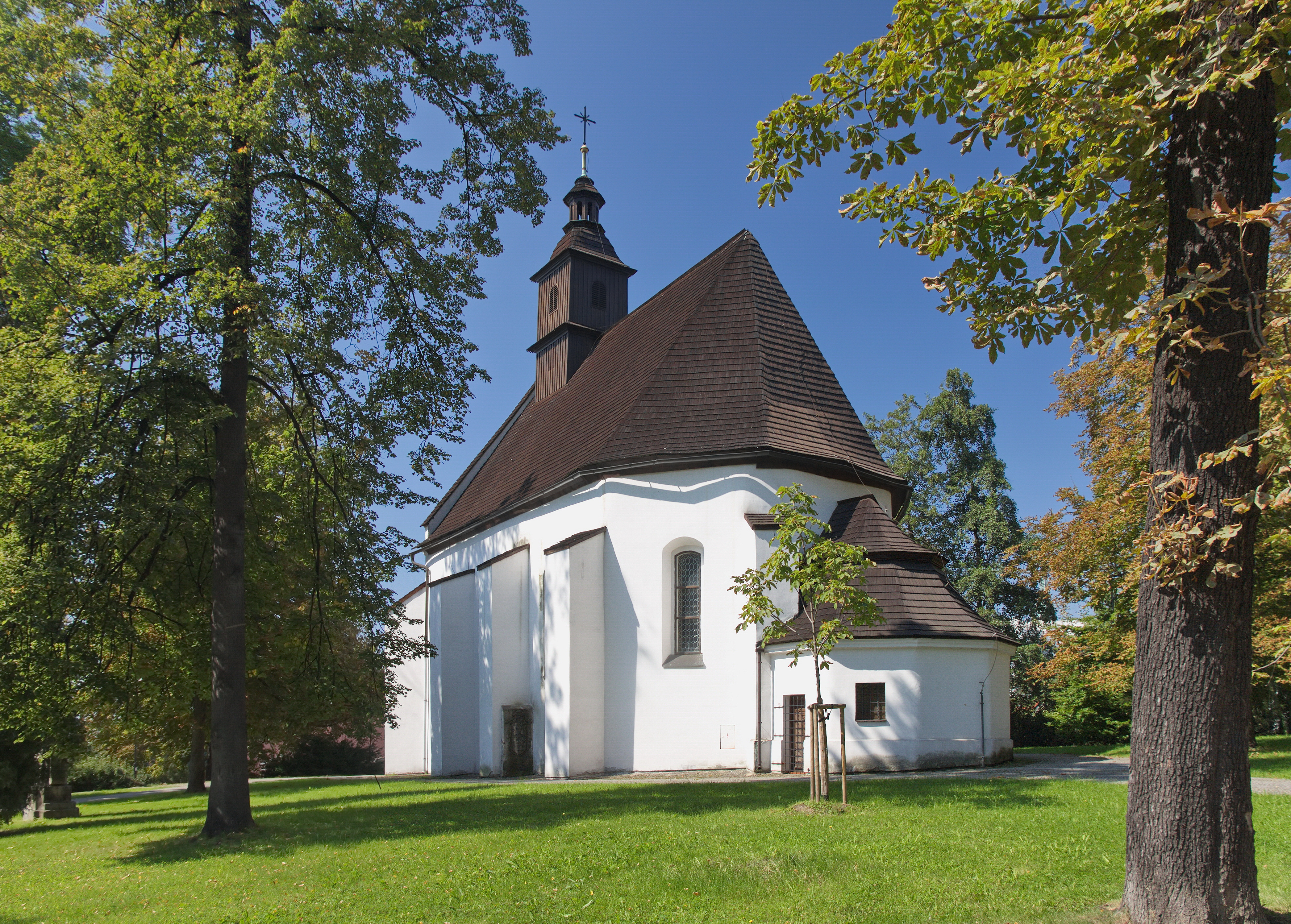
Kościół św. Jodoka
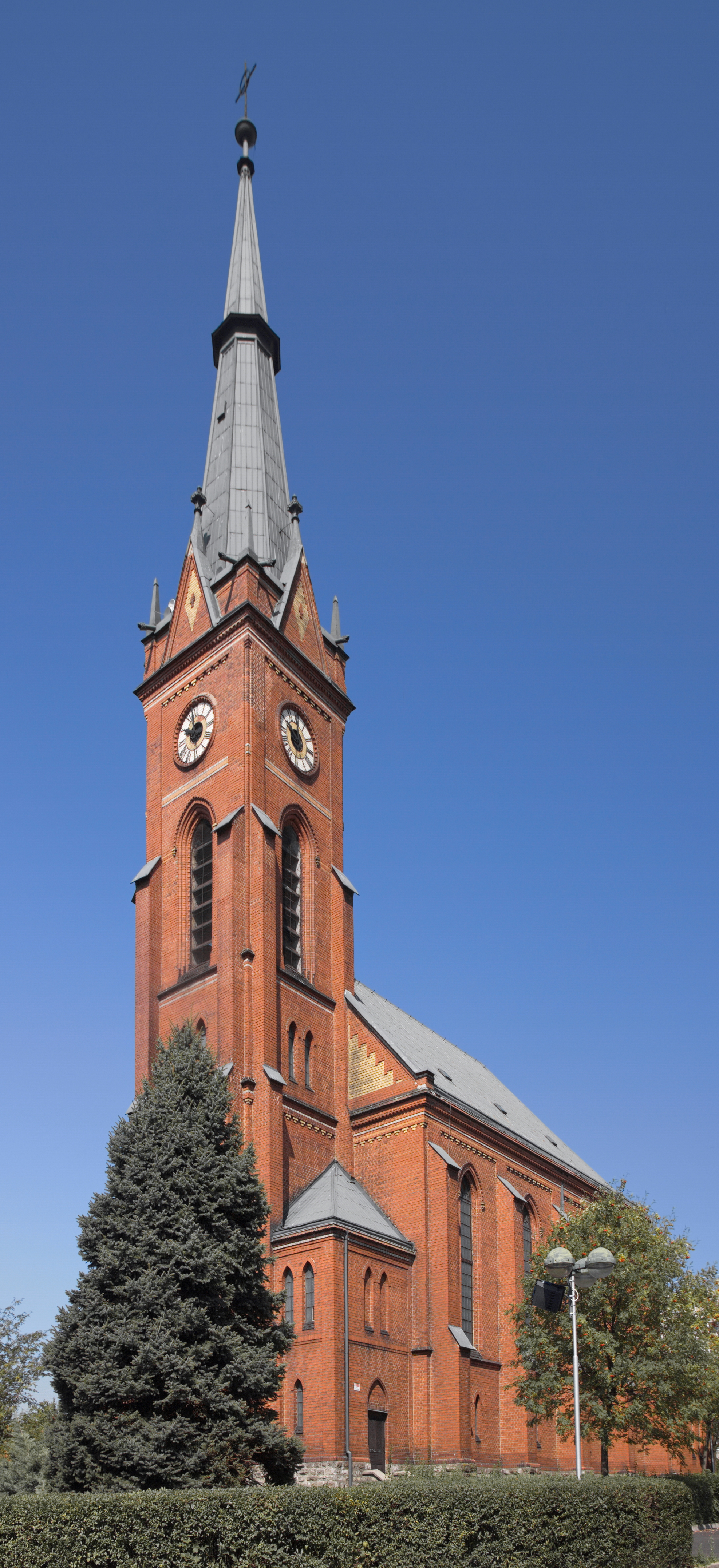
Kościół ewangelicki Apostołów Piotra i Pawła
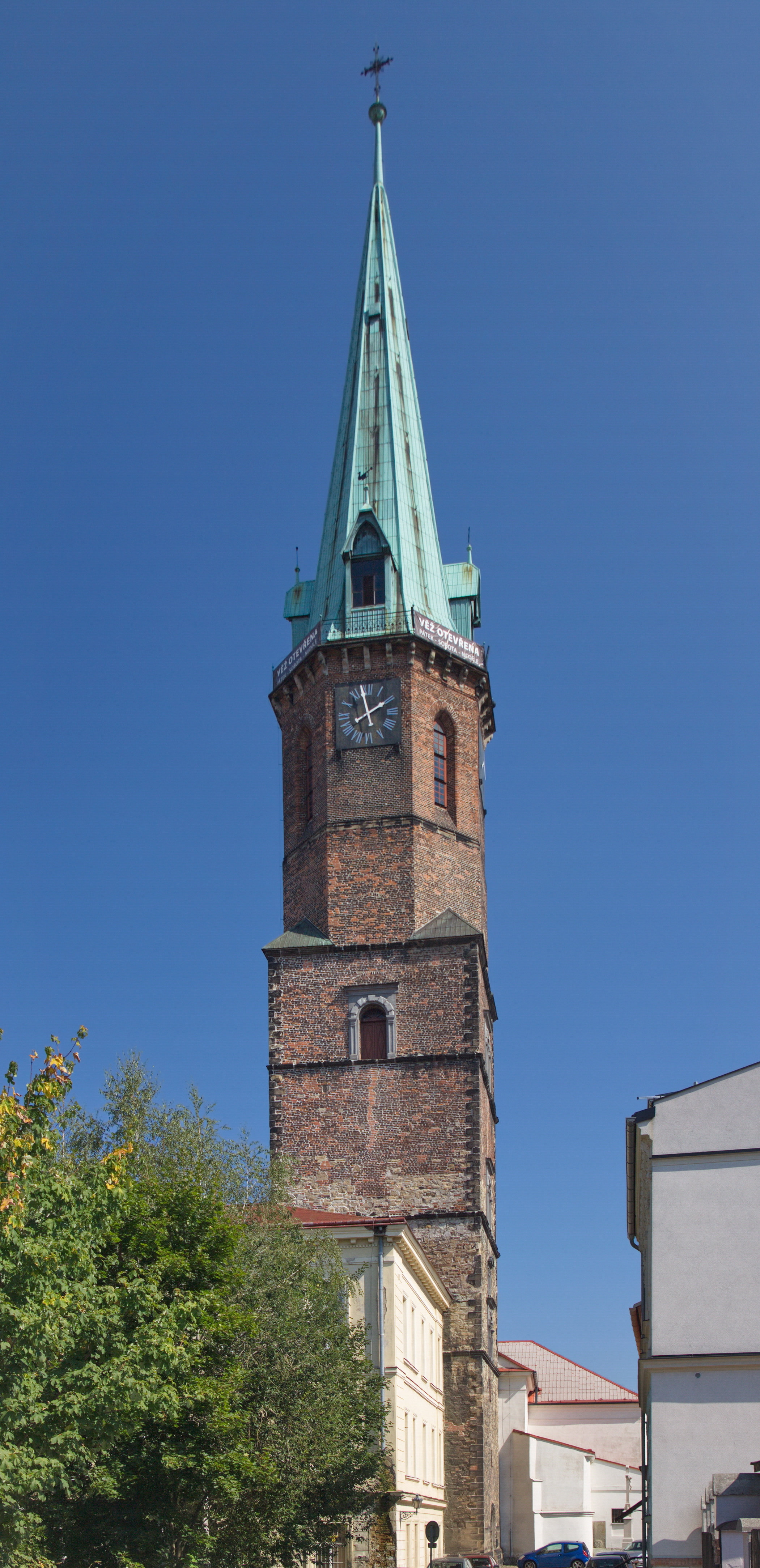
Kościół św. Jana Chrzciciela
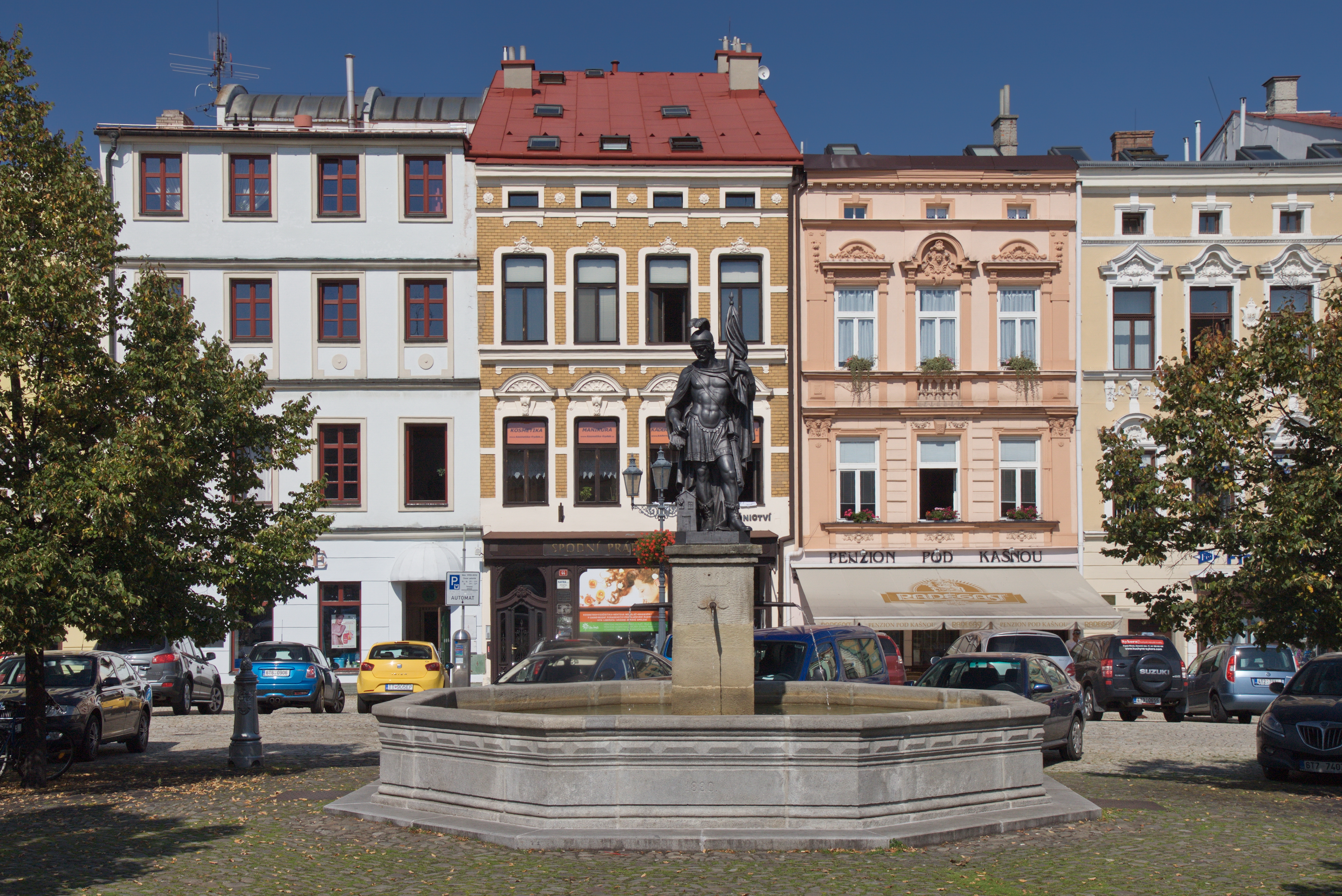
Fontanna św. Floriana na rynku we Frydku
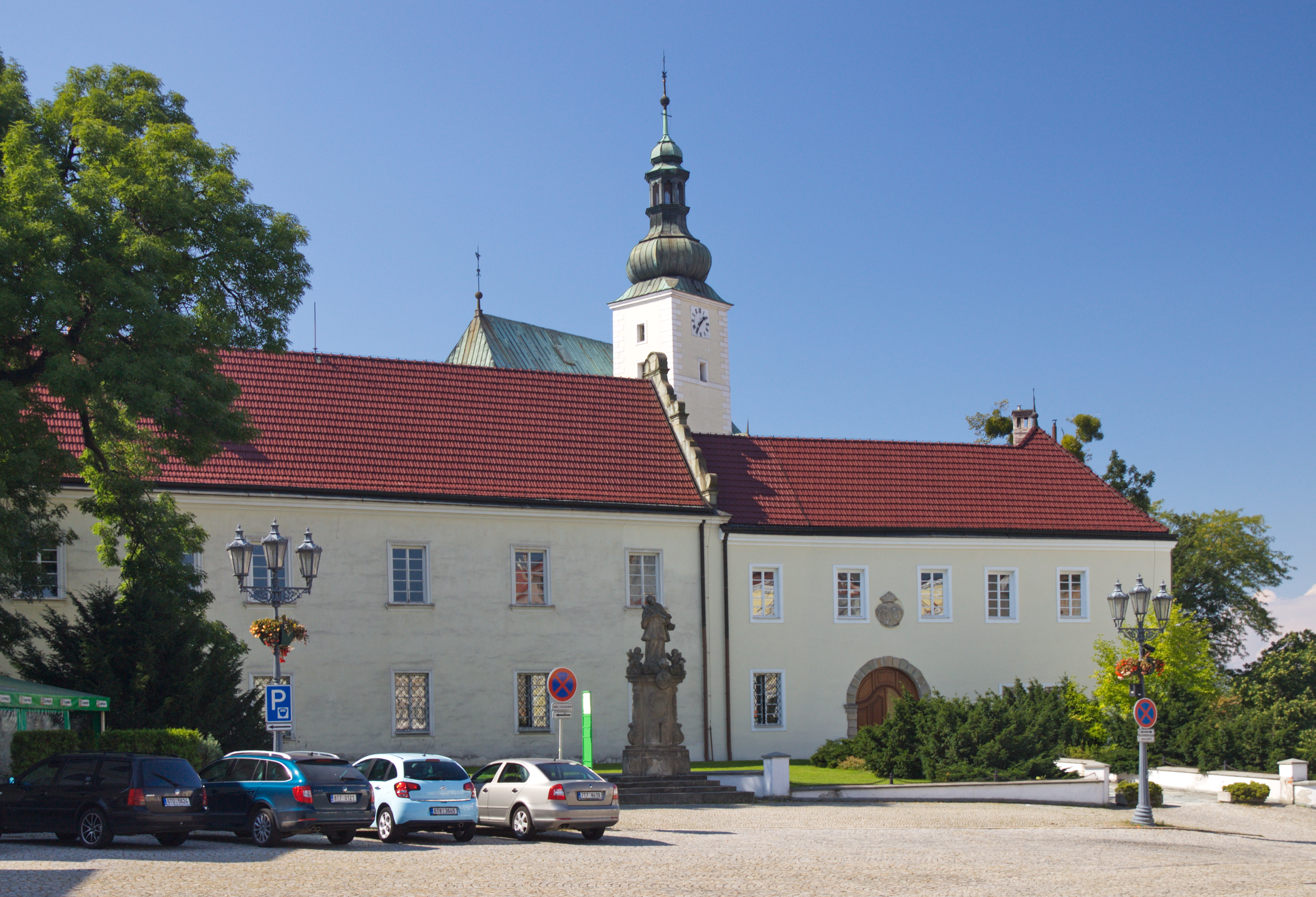
Zamek od strony rynku